# Chueta
Los chuetas, del mallorquín xueta/es (ʃwətə(s)), conforman un grupo social de la isla de Mallorca, en España, descendientes de una parte de los judíos mallorquines conversos al cristianismo y de los cuales, a lo largo de la historia, se ha conservado conciencia colectiva de su origen, por ser portadores de alguno de los apellidos, de linaje converso, afectado por las condenas inquisitoriales por criptojudaísmo en el último cuarto del siglo XVII, o por estar estrechamente emparentados con ellos. Históricamente han sido estigmatizados y segregados, por lo cual, y hasta la primera mitad del siglo XX, han practicado una estricta endogamia. Hoy en día, entre 18 000 y 20 000 personas en la isla son portadoras de alguno de estos apellidos.

## Etimología y otras denominaciones
El término se documenta por primera vez en torno a los procesos inquisitoriales iniciados en 1688, como expresión usada por los propios procesados. Su etimología es discutida y cuenta con diversas hipótesis. Las más aceptadas son:
1. Procedería del mallorquín juetó,[4] diminutivo de judío que habría derivado en xuetó —expresión aún vigente— y que habría evolucionado en xueta. El principal argumento para defender esta propuesta es que su uso primigenio era autodefinitorio y eso excluiría connotaciones denigratorias.
2. Para otros, se trataría de una expresión despectiva que procedería de la palabra xulla, tocino, y por extensión carne de cerdo (en mallorquín pronunciado xuia o xua, [ʃwə])[5] y haría referencia a los hábitos alimenticios de los conversos en relación al consumo del cerdo,[6] o a la costumbre, presente en diversas culturas, de usar nombres ofensivos relacionados con el cerdo para designar a los judíos y los conversos.[7]
3. Una tercera propuesta relacionaría ambas etimologías: la palabra xuia habría provocado la sustitución de la j de juetó por la x, dando xuetó, y, a su vez, se habría ido imponiendo xueta sobre xuetó por la mayor similitud fonética con xuia.[8]

También se les ha denominado del carrer del Segell (de la calle del Segell), por la calle homónima de la cual tomó nombre el barrio donde vivían concentrados, y también del carrer, bien por reducción de la expresión anterior, bien por el retorno del castellano de la calle, propio de la documentación oficial inquisitorial, a causa de la proximidad fonética con del call, haciendo referencia al antiguo barrio judío de Palma de Mallorca. Modernamente se ha querido relacionar con la calle de la Argenteria, que actualmente es la calle chueta por excelencia, donde, hasta hace poco, se concentraba la mayoría de los residentes en Palma y que toma el nombre de uno de los oficios más característicos del grupo, plateros.
En algunos documentos se han utilizado las expresiones hebreo, género hebreorum, de estirpe hebrea o directamente jueus (judíos), o con el castellanismo judío [ʒodío], macabeos o, en relación a sus profesiones más habituales, argenters (plateros) y marxandos (tenderos y buhoneros).
En todo caso, después de los procesos inquisitoriales, pasó a ser una palabra ofensiva, y los designados han preferido referirse a sí mismos con los nombres más neutros de del Segell, del carrer o, más habitualmente, con noltros (nosotros) o es nostros (los nuestros) opuesto a ets altres (los otros) o es de fora del carrer (los de fuera de la calle).

## Apellidos
Los 15 apellidos considerados chuetas son: Aguiló, Bonnín, Cortès, Forteza/Fortesa, Fuster, Llopis, Miró, Picó, Pinya/Piña, Pomar, Segura, Tarongí, Valentí, Valleriola, Valls. Pero el tema es complejo: en listados anteriores, a veces no constan Valleriola (casi extinguido) o Valentí (originariamente el apodo de una familia Fortesa); tampoco figura en ninguna lista Enrich (inicialmente apodo de una familia Cortès); entre las listas de los últimos penitenciados por la Inquisición figuran Galiana, Moià y Sureda, actualmente no considerados chuetas; en cambio, Picó y Segura no aparecen entre los penitenciados en el siglo XVII y sí se los considera.
También cabe señalar que los registros de las conversiones, a caballo entre los siglos XIV y XV, así como los de la Inquisición, de finales del XV y principios del XVI, documentan más de 330 apellidos entre los conversos y los condenados por judaizar en Mallorca. Un detalle que ha llamado la atención de diversos estudiosos que han tratado el tema, es que algunos mallorquines llevan apellidos de procedencia claramente judía, que no son considerados descendientes de hebreos, ni chuetas (por ejemplo: Abraham, Amar, Bofill, Bonet, Daviu, Duran, Homar, Jordà, Maimó, Salom, Vidal y otros).
La procedencia conversa no es condición suficiente para ser chueta; es necesario que este origen haya quedado fijado en la memoria colectiva de los mallorquines mediante la identificación de las familias y linajes así considerados. Por lo tanto, aunque los chuetas son descendientes de conversos, sólo una parte de los descendientes de conversos son chuetas.

## Genética
Diversos estudios realizados, principalmente, por el Departamento de Genética Humana de la Universidad de las Islas Baleares han acreditado que conforman un bloque genéticamente homogéneo afín en las poblaciones judías orientales, pero también relacionados con los askenazíes y los judíos norteafricanos, tanto en el análisis del cromosoma Y, de ascendencia patrilineal, como en el del ADN mitocondrial, de ascendencia matrilineal.
Asimismo pueden presentar algunas patologías de origen genético, como es la Fiebre mediterránea familiar, compartida con los judíos sefardíes y una alta frecuencia de hemocromatosis, particular de esta comunidad.

## Historia

### Antecedentes

#### Conversos (1391-1488)

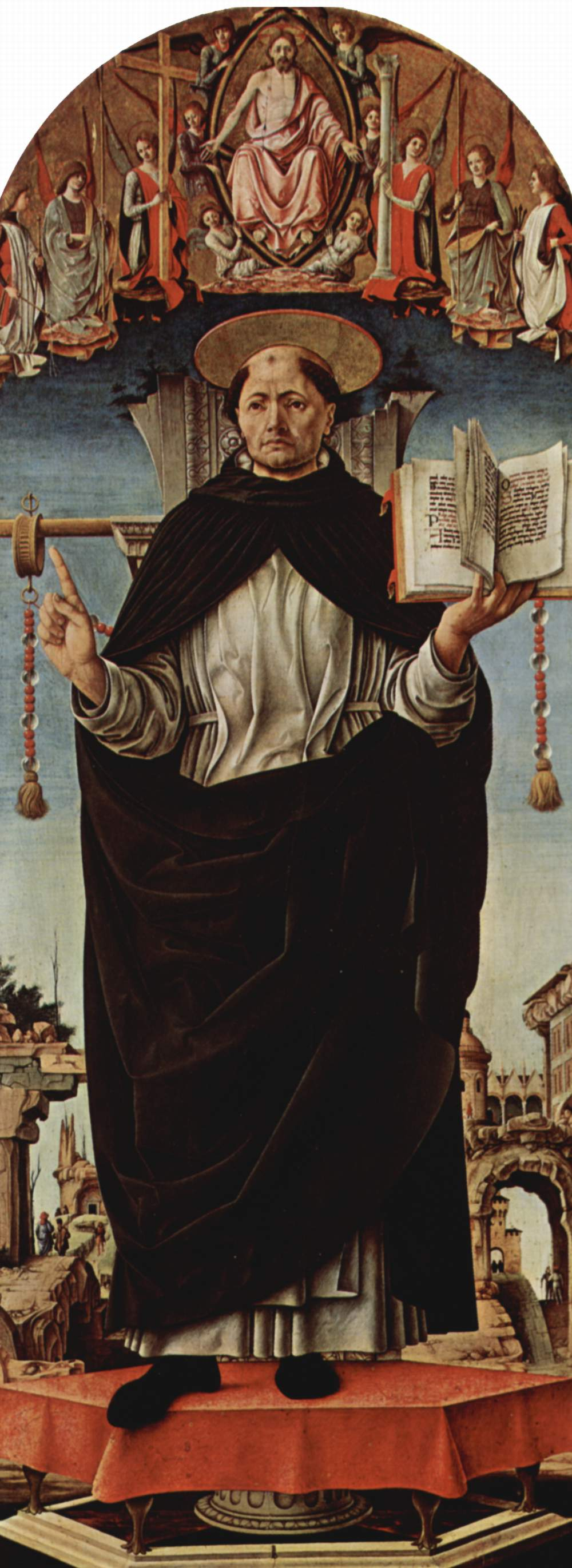
San Vicente Ferrer, activo predicador para la conversión de los judíos.

Hasta finales del siglo XIV la Iglesia mallorquina destinó importantes esfuerzos a la conversión de los judíos, pero sus éxitos tuvieron un carácter anecdótico y sin consecuencias para la estructura social. Esta situación se vería trastocada a partir de 1391, con el asalto a las juderías, las predicaciones de San Vicente Ferrer en 1413 y la conversión de los restos de la comunidad judía de Mallorca en 1435. Estos acontecimientos crearon situaciones de riesgo y peligro colectivo, por las cuales se produjeron las conversiones en masa que dieron lugar al fenómeno social de los conversos.
Debido a que las conversiones fueron bajo coacción, una buena parte de los neófitos continuó con sus prácticas comunitarias y religiosas tradicionales. Se constituyó la Cofradía de Nuestra Señora de Gracia o de Sant Miquel dels Conversos como instrumento que sustituía, en buena parte, a la antigua aljama, resolviendo las necesidades del grupo en diversos ámbitos: asistencia a las necesidades, justicia interna, vínculos matrimoniales y, naturalmente, cohesión religiosa. Estos conversos, hasta el último cuarto del siglo XV pudieron desarrollar sus actividades, en parte clandestinas, sin sufrir una excesiva presión externa, ni institucional ni social, como lo acreditan la poca actividad de la Inquisición papal y la escasa normativa gremial de segregación en razón del origen judío. Ello les permitió, probablemente, mantener el grueso del grupo de conversos relativamente intacto.

#### Inicio de la Inquisición española (1488-1544)

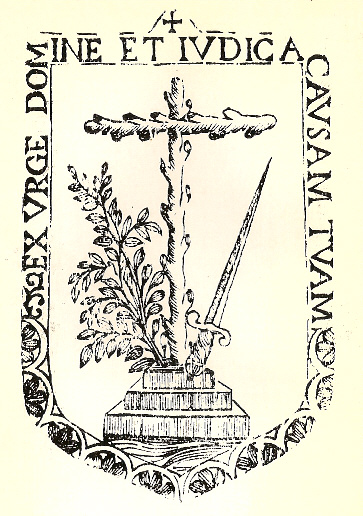
Escudo de la Inquisición usado en Mallorca.

En 1488, cuando todavía vivían algunos de los últimos conversos de 1435, llegaron a Mallorca los primeros inquisidores del nuevo tribunal instituido por los Reyes Católicos, que estaban en proceso de crear un estado-nación sobre la base de la uniformización religiosa. Como en toda la Corona de Aragón, su implantación fue acompañada de quejas y muestras de rechazo general, que de poco sirvieron. Su objetivo central fue la represión del criptojudaísmo, comenzando por aplicar los Edictos de gracia, procedimiento de autoinculpación por herejía que permitía evitar condenas severas.
Por los Edictos de gracia (1488-1492), 559 mallorquines reconocieron prácticas judaicas y la Inquisición obtuvo los nombres de la mayor parte de los judaizantes mallorquines, sobre los cuales, junto con sus familias y sus círculos más próximos, ejercería una durísima actividad punitiva. Posteriormente y hasta 1544 serían reconciliados 239 criptojudíos y se relajaron 537; de estos, 82 serían efectivamente ajusticiados y quemados, y el resto, 455, difuntos o fugitivos, fueron quemados en estatua.

#### Nueva clandestinidad (1545-1673)
Este periodo se caracteriza por la reducción del grupo por huida de los penitenciados de la época anterior y por la adhesión incondicional al catolicismo de la mayor parte de los que quedaron. Simultáneamente, se comenzaron a extender los estatutos de limpieza de sangre en una parte de las organizaciones gremiales y órdenes religiosas. A pesar de todo, persistió un pequeño grupo remanente del gran colectivo converso mallorquín, concentrado en torno a algunas calles, integrante de organizaciones gremiales y mercantiles específicas, con una marcada y compleja endogamia y con una parte significativa de sus miembros practicando clandestinamente el judaísmo.
En esta época, la Inquisición mallorquina dejó de actuar contra los judaizantes, a pesar de tener indicios de prácticas prohibidas. Las causas podrían ser: la participación de la estructura inquisitorial en las banderías internas mallorquinas, la aparición de nuevos fenómenos religiosos, como algunas conversiones al Islam y al protestantismo, o el control de la moralidad del clero, pero sin duda también por la adopción de estrategias de protección más eficaces por parte de los criptojudíos, ya que los procesos inquisitoriales posteriores informan que la transmisión de las prácticas religiosas se producía en el ámbito familiar cuando el joven llegaba a la adolescencia y, muy a menudo en el caso de las mujeres, cuando se sabía quién sería su esposo y su opción religiosa.
En este contexto, en 1632 el promotor y fiscal del tribunal mallorquín, Juan de Fontamar, enviaba un informe a la Suprema Inquisición en que acusaba a los criptojudíos mallorquines de treinta y tres cargos, entre los cuales había: la negativa a casarse con cristianos viejos y el rechazo social de los que lo hacían; práctica del secretismo; imposición de nombres del Antiguo Testamento a los hijos; identificación de la tribu de origen y la concertación de matrimonios en función de este hecho; exclusión, en el domicilio, de la iconografía del Nuevo Testamento y la presencia de la del Antiguo; desprecio e insultos a los cristianos; ejercicio de profesiones relacionadas con pesos y medidas con el fin de engañar a los cristianos; obtención de cargos dentro de la Iglesia para después burlarse con impunidad; aplicación de un sistema legal propio; realización de colectas para sus pobres; financiación de una sinagoga en Roma donde tendrían un representante; celebración de reuniones clandestinas; seguimiento de prácticas dietéticas judías, incluidas las del sacrificio de animales y las de los ayunos; observancia del Sabbat; evitación de los servicios religiosos en el momento de la muerte; e incluso, la realización de sacrificios rituales humanos. Sorprendentemente, la Inquisición no actuó en aquel momento.

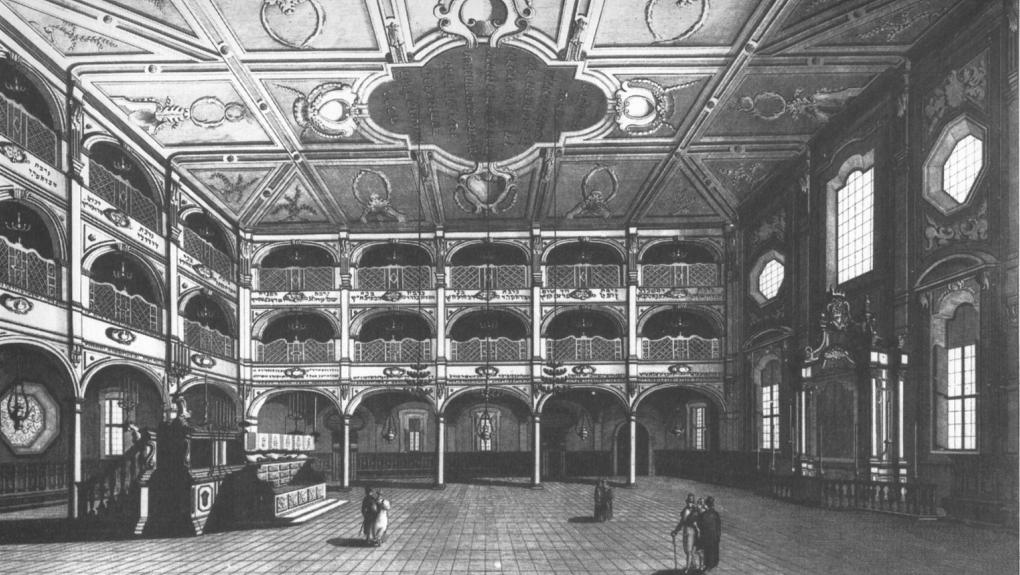
Sinagoga de Livorno (edificada en el), ciudad de referencia para los criptojudíos mallorquines.

En torno a 1640, los descendientes de conversos inician un fuerte proceso de ascenso económico y de influencia comercial. Con anterioridad, y con alguna excepción, habían sido artesanos, tenderos y distribuidores al detalle, pero a partir de este momento, y por causas poco explicadas, algunos empiezan a destacar en otras actividades económicas: crean compañías mercantiles complejas, participan en el comercio exterior (llegando a controlar, a las vísperas de los procesos inquisitoriales, el 36% del total), dominan el mercado asegurador y la distribución minorista de productos de importación. Por otra parte, en las empresas y compañías participan habitualmente solo conversos y destinan parte de sus beneficios a obras de caridad en el seno de la comunidad, a diferencia del resto de la población, que acostumbra a hacerlo mediante obras pías a la Iglesia.
A causa de la intensa actividad económica exterior se reanudan los contactos con las comunidades judías internacionales, especialmente de Livorno, Roma, Marsella y Ámsterdam, mediante las cuales los conversos tienen acceso a literatura judaica. Se sabe que Rafel Valls, líder religioso de los conversos mallorquines, viajó a Alejandría y Esmirna en la época del falso mesías Shabtai Tzvi, aunque se desconoce si mantuvo algún contacto con él.
Probablemente en este momento se configura un sistema de estratificación social interna —aunque también se afirma que procede de la época judía—, que distinguiría una especie de aristocracia del resto del grupo, más tarde denominados orella alta (oreja alta) y orella baixa (oreja baja), respectivamente, y otras distinciones basadas en la religión, la profesión y el parentesco, que acabaría configurando un tejido de alianzas y evitaciones entre apellidos, las cuales tienen una gran influencia en las prácticas endogámicas de la época.

### Génesis

#### Segunda persecución (1673-1695)
Las causas por las cuales la Inquisición volvió a actuar contra los judaizantes mallorquines, después de casi 130 años de inactividad y en una época en que la Inquisición ya estaba en horas bajas, no están suficientemente claras: las necesidades financieras de la corona, la preocupación de sectores económicos decadentes ante el ascenso y dinamismo comercial de los conversos, la reanudación de prácticas religiosas en comunidad, en lugar de limitadas al ámbito doméstico, un rebrote del celo religioso y el juicio contra Alonso López podrían estar entre los factores que influyeron.

##### Los indicios
Hasta 1670 son muy escasas las referencias concretas a los conversos mallorquines como tales, pero a partir de esta fecha su aparición se hace frecuente en la documentación gremial, fiscal, inquisitorial o en dietarios, lo cual pone de manifiesto la percepción general de la existencia del grupo y, algunas de ellas, anuncian la movilización inquisitorial posterior:

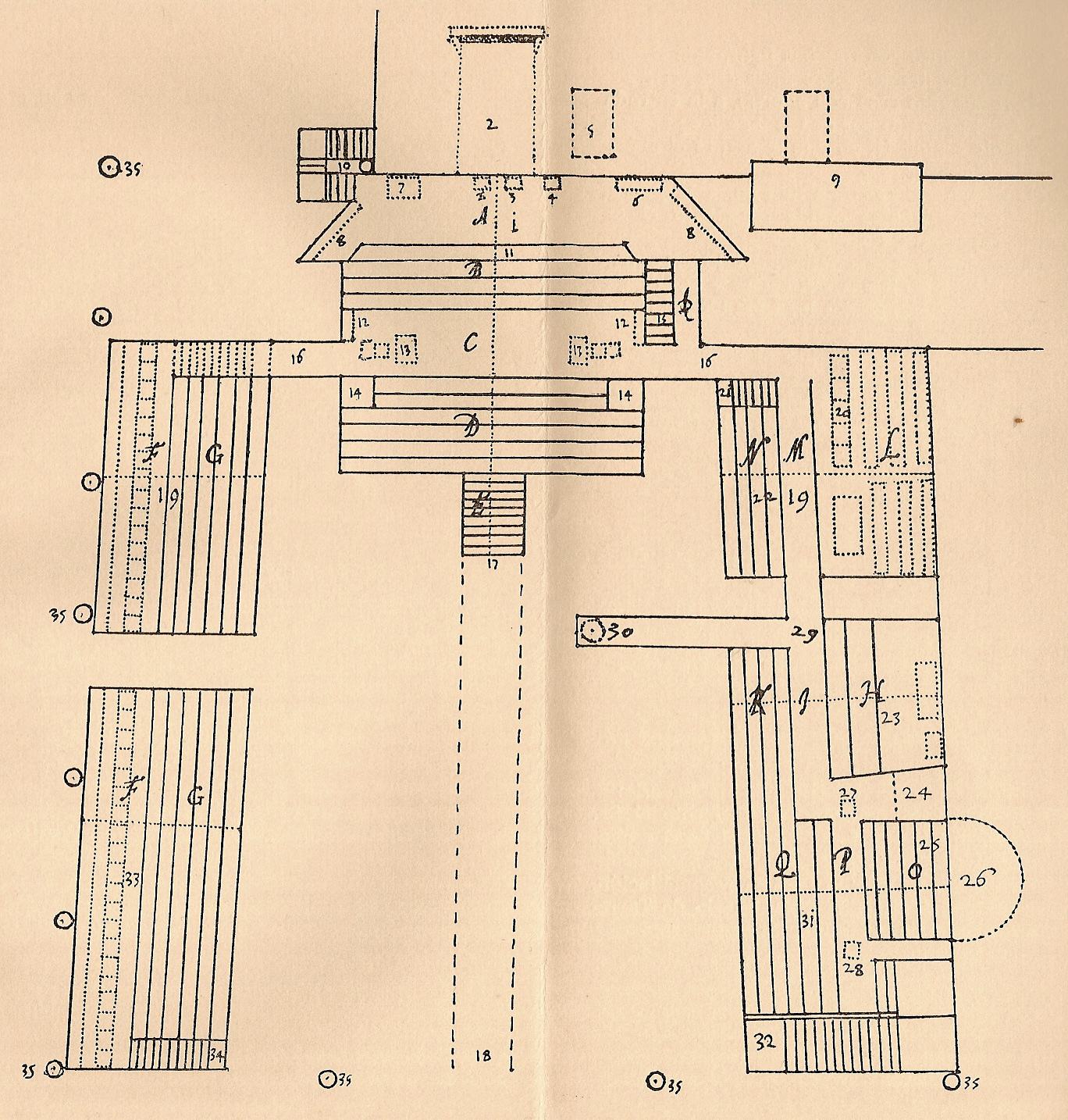
Plano del entarimado del acto de fe de 1675 en Mallorca.

En julio de 1672, un comerciante informaba a la Inquisición de que unos judíos de Livorno le habían pedido referencias sobre los judíos de Mallorca llamados Forteses, Aguilóns, Tarongins, Cortesos, Picons, etc. En 1673, un barco con un grupo de judíos expulsados de Orán por la Corona española y con destino a Livorno hizo escala en la ciudad de Mallorca. La Inquisición detuvo a un joven de unos 17 años que se hacía llamar Isaac López, nacido en Madrid y bautizado con el nombre de Alonso, el cual huyó de niño a la Berbería con sus padres conversos. Alonso se negó a cualquier arrepentimiento y finalmente fue quemado vivo en 1675. Su ejecución provocó una gran conmoción entre los judaizantes, a la vez que fue objeto de gran admiración por su persistencia y coraje. El mismo año de la detención de López, unas criadas de conversos informaron a su confesor del conocimiento que tenían de las ceremonias judaicas que practicaban sus amos, a los cuales habían espiado.

##### La conspiración

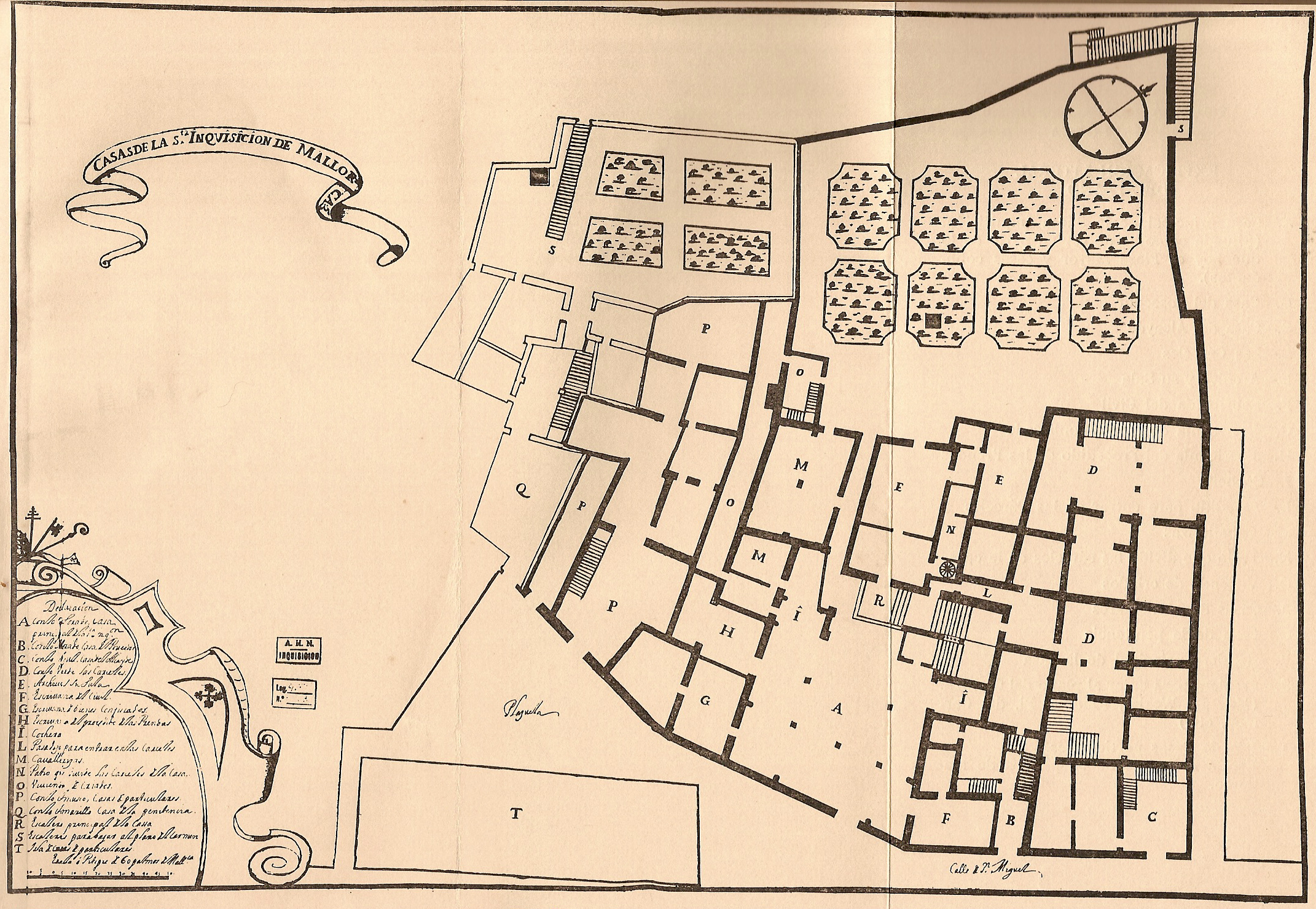
Plano de la sede de la Inquisición de Mallorca, edificada en cargo a las confiscaciones de los penitenciados en 1678.

En 1677, con cuatro años de retraso, la Suprema Inquisición ordenó a la mallorquina actuar sobre el caso de la confesión de las criadas. En las mismas fechas, los observantes, como se autodenominaban en referencia a la observancia de la Ley de Moisés, se reunían en un huerto de la ciudad, donde celebraban el Yom Kipur (día del perdón). Se procedió a la detención de uno de los líderes de la comunidad criptojudía de Mallorca, Pere Onofre Cortès, alias Moixina, amo de una de las criadas y propietario del huerto, junto con cinco personas más. A partir de aquí se procede a detener a 237 personas en el lapso de un año.
Ayudados por funcionarios corruptos, los acusados pudieron acordar sus confesiones, dar una información limitada y sólo denunciar el mínimo de correligionarios posible. Todos los acusados solicitaron el retorno a la Iglesia y, por lo tanto, fueron reconciliados. Estos procesos son conocidos con el nombre de “la conspiración”.
Una parte de la pena consistió en la confiscación de todos los bienes de los condenados, que fueron valorados en dos millones de libras mallorquinas, las cuales, por las normas inquisitoriales se debían ingresar en moneda circulante. Se trataba de una cantidad exorbitante (654 toneladas de plata) y, según una protesta del Gran y General Consejo de Mallorca, no había tanto numerario en toda la isla. Finalmente, en la primavera de 1679 se celebraron cinco Autos de fe, el primero de los cuales fue precedido por la destrucción y siembra de sal del huerto donde se reunían los conversos. En ellos se pronunciaron sentencias condenatorias contra 221 conversos ante de una multitud expectante. Después, los que tenían condena de prisión, serían llevados a cumplir la pena en las nuevas prisiones que había edificado la Inquisición con los bienes confiscados.

##### LaCremadissa(quema)

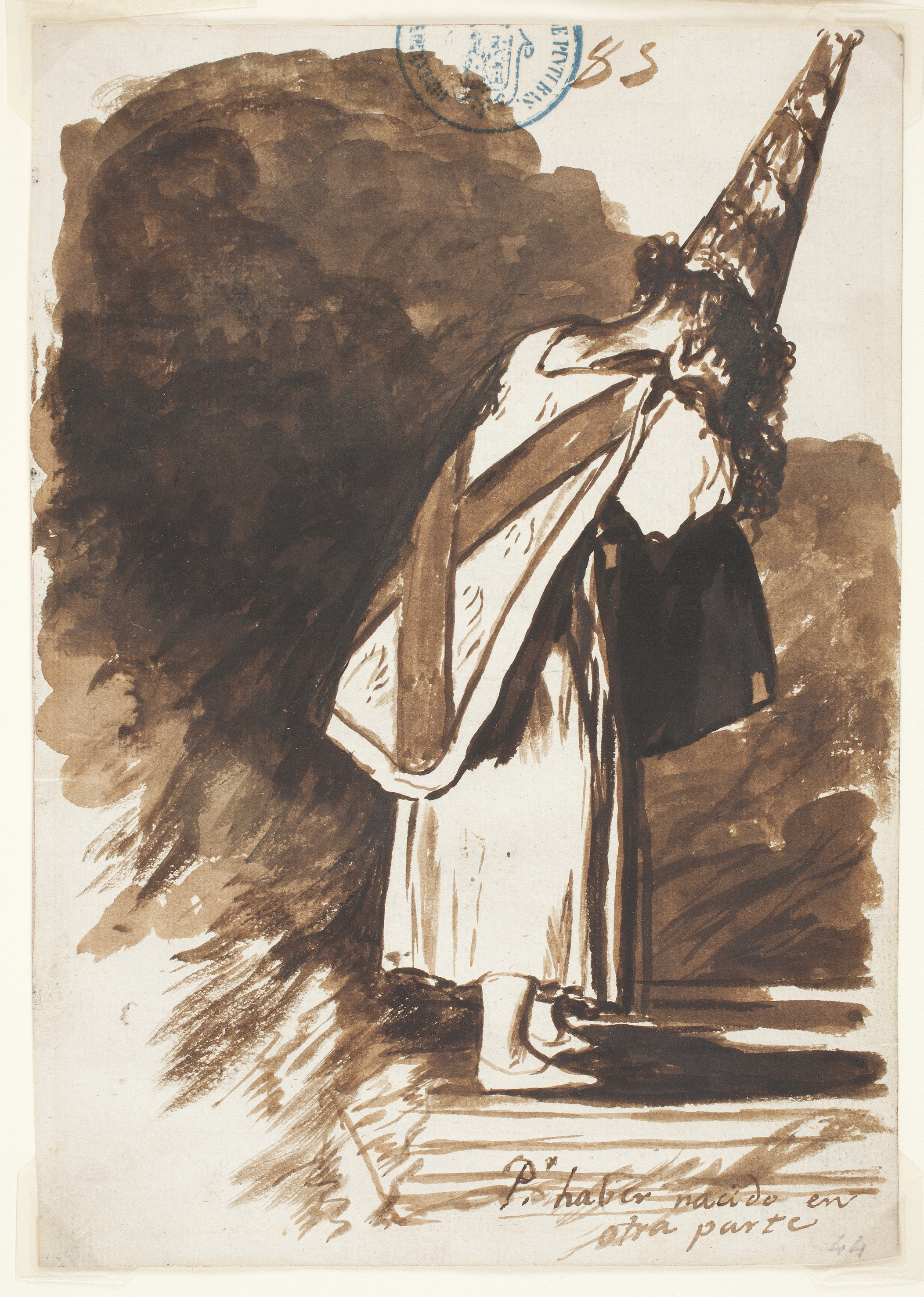
Penitenciado, por Francisco de Goya.

Cumplidas las penas de prisión, una gran parte de los que persistieron en la fe judía, evidenciadas sus prácticas clandestinas, preocupados por la vigilancia inquisitorial y vejados por una sociedad que los consideraba responsables de la crisis económica que provocaron las confiscaciones, decide huir de la isla en pequeños grupos de manera escalonada. Unos pocos lo lograron. En medio de este proceso, un hecho anecdótico precipitó una nueva oleada inquisitorial. Rafel Cortès, alias Cap loco (Cabeza loca), se había casado en segundas nupcias con una mujer de apellido converso, Miró, pero de religión católica. Sus familiares no lo felicitaron por la boda y lo acusaban de malmezclado. Por despecho denunció a algunos de sus correligionarios ante la Inquisición de mantener la fe prohibida. Sospechando que había habido una delación general, se acordó una fuga en masa. El 7 de marzo de 1688, un grupo grande de conversos se embarcó clandestinamente en un barco inglés con destino a Ámsterdam, pero un repentino temporal impidió la salida y de madrugada volvieron a sus casas. La Inquisición fue advertida y todos fueron detenidos.
Los procesos se prolongaron durante tres años, con un estricto régimen de aislamiento que evitó cualquier componenda, cosa que, junto con una percepción de derrota religiosa por la imposibilidad de escapar, debilitó la cohesión del grupo. El año 1691, la Inquisición, en cuatro autos de fe, condenó a 88 personas, de las cuales 45 fueron relajadas: 5 quemadas en estatua, 3 sus huesos y 37 ajusticiadas efectivamente. De estas últimas, tres (Rafel Valls y los hermanos Rafel Benet y Caterina Tarongí) fueron quemadas vivoas. Lo presenciaron treinta mil personas.
Las condenas dictadas por la Inquisición comportaban otras penas que debían mantenerse durante dos generaciones al menos: los familiares directos de los condenados, así como sus hijos y nietos, no podían ocupar cargos públicos, ordenarse sacerdotes, llevar joyas o montar a caballo. Estas dos últimas penas no parece que se llevaran a cabo, pero las otras siguieron vigentes por la fuerza de la costumbre, más allá de las dos generaciones estipuladas.

##### Los últimos procesos
Todavía abierto el capítulo procesal, la Inquisición inició —aunque después suspendió— algunos procedimientos contra personas denunciadas por los acusados de los actos de fe de 1691. La mayoría eran difuntos; únicamente se realizó un auto de fe en 1695 contra 11 difuntos y una mujer viva que fue reconciliada. También en el siglo XVIII la Inquisición llevó a cabo dos procesos individuales: en 1718 Rafel Pinya se autoinculpó espontáneamente y fue reconciliado, y en 1720 Gabriel Cortès, alias Morrofés, fugitivo en Alejandría y convertido formalmente al judaísmo, fue relajado y quemado en estatua, siendo el último condenado a muerte por la Inquisición mallorquina.
No hay duda de que estos últimos son casos anecdóticos; con los procesos de 1691, la percepción de derrota religiosa y el miedo generalizado hicieron imposible el sostén de la fe ancestral y se cumplieron los objetivos inquisitoriales: confiscación de los bienes, sobre todo en los procesos de 1678; escarmentar a los herejes, algo que se prolongó hasta el siglo XX; y someter a los conversos al cristianismo. Es a partir de aquellos hechos cuando se puede empezar a hablar, en su sentido moderno, de los chuetas.

## Propaganda antichueta

#### La Fe Triunfante

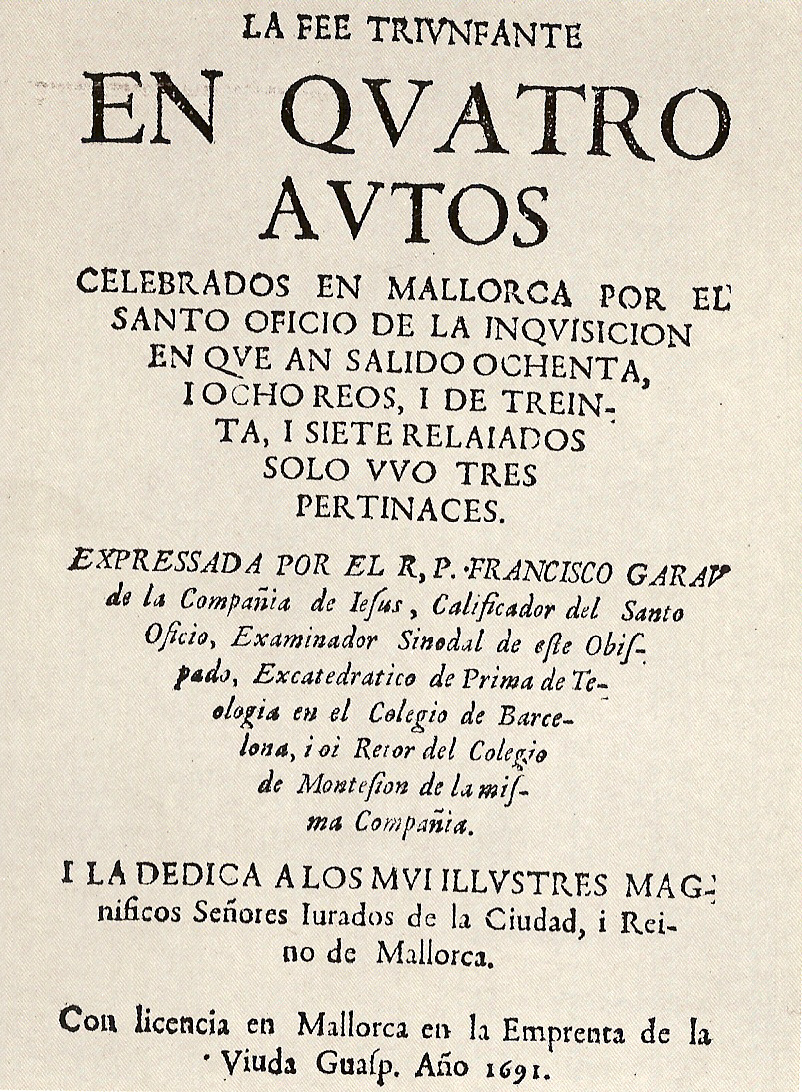
Primera edición de La Fe Triunfante de Francisco Garau (1691).

El mismo año de los autos de fe de 1691, Francesc Garau, jesuita, teólogo y activo participante en los procesos inquisitoriales, publicó La Fee Triunfante en quatro autos celebrados en Mallorca por el Santo Oficio de la Inquisición en qué an salido ochenta i ocho reos, i de treinta, i siete relaiados solo uvo tres pertinaces. Dejando de lado su importancia como fuente documental e histórica, la intención del libro era perpetuar el recuerdo y la infamia de los conversos y contribuyó notablemente a dar las bases ideológicas a la segregación de los chuetas y a perpetuarla. Fue reeditado en 1755, usado en el argumentario para intentar limitar los derechos civiles de los chuetas y sirvió de base al libelo de 1857 La Sinagoga Balear o historia de los judíos mallorquines. En el siglo XX se han hecho abundantes reediciones, aunque con intención contraria a la de su autor.

##### Sambenitos

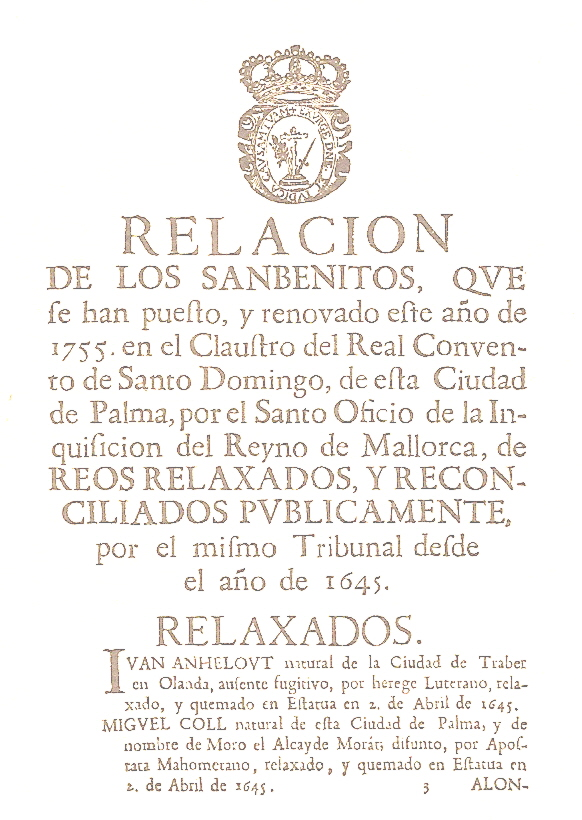
Portada de la Relación de Sanbenitos… de Palma… 1755.

La gramalleta o sambenito era un hábito penitencial con el que eran obligados a vestir los condenados por la Inquisición. Sus características decorativas informaban de los delitos cometidos y de la pena impuesta. Una vez finalizados los autos de fe, se pintaba un cuadro con el condenado portando el sambenito e indicando el nombre de su poseedor. En el caso de Mallorca, se exponían públicamente en el claustro de Santo Domingo para perpetuar el recuerdo ejemplificador de la sentencia.
A causa de su deterioro, la Inquisición ordenó varias veces su renovación desde el siglo XVII. La cuestión resultaba conflictiva por la presencia de un gran número de apellidos, algunos de los cuales coincidían con algunos de la nobleza. Finalmente, en 1755 se cumplió la orden. Sin embargo, sólo se impuso la renovación de las posteriores a 1645 y, por tanto, los apellidos implicados en prácticas judaicas se limitaba a los estrictamente chuetas, dejando de reproducir los de más de un millar de penitenciados y dos centenares de apellidos de condenados por criptojudaísmo. Esta reducción de la representación pública de los penitenciados facilitó en gran medida la adhesión del conjunto de la sociedad mallorquina a la ideología discriminatoria, en tanto que el grupo de descendientes de conversos quedó perfecta, y falsamente, definido y aislado.
El mismo año 1755 en que fue reeditada La Fe Triunfante, se publicó Relación de los sanbenitos que se han puesto, y renovado este año de 1755, en el Claustro del Real Convento de Santo Domingo, de esta Ciudad de Palma, por el Santo Oficio de la Inquisición del Reyno de Mallorca, de reos relaxados, y reconciliados públicamente por el mismo tribunal desde el año de 1645, para insistir en la necesidad de no olvidar, a pesar de la oposición activa de los afectados. Los sambenitos quedaron expuestos hasta 1820, año en el cual un grupo de ellos asaltó Santo Domingo y los quemó.

## La comunidad
La actitud de la Inquisición, que en un principio quería forzar la desaparición de los judíos mediante su integración forzosa en la comunidad cristiana, provocó un efecto paradójico y casi sin paralelo. Perpetuando la memoria de la parte más reciente de los condenados y, por extensión, la de todos los portadores de los linajes infamantes, aunque no fueran parientes o hubieran sido sinceros cristianos, generó una comunidad que, aunque ya no tuviera elementos religiosos judaicos, ha conservado una estructuración grupal muy próxima en el resto de comunidades judías de la diáspora: su papel en el sistema económico, la fuerte cohesión de grupo, la endogamia interna, el modelo de cooperación e interdependencia, la conciencia de judeidad y la hostilidad social exterior son elementos que, en diferentes grados, los han hecho ser percibidos como todavía judíos, o con más precisión como judíos católicos, y suministraron las bases organizativas del grupo después de la conmoción inquisitorial. En el contexto mallorquín de los siglos XVII al XIX, la solución comunitaria era coherente con una estructura social mucho más rígida que la de los siglos anteriores, en la cual también nobles, mercaderes, artesanos, jornaleros o campesinos conformaban unidades endogámicas poco permeables entre sí, que ha persistido igualmente hasta tiempos bastante recientes, a pesar de no ser portadoras de un estigma social.
Pero la comunidad que surge después de los procesos inquisitoriales, además de los cambios en la orientación religiosa, también modifica aspectos sustanciales de la estructuración anterior, y una vez recuperado el protagonismo económico que habían tenido anteriormente, inicia un proceso intenso y constante de lucha activa por la igualdad de derechos que marca los contornos más definidos de su historia. En este ámbito, y en distintos momentos históricos, surgen personajes singulares que destacan por su lucha en favor de la igualdad de derechos: es sastre xueta (el sastre chueta) Rafel Cortès Fuster, el comerciante Bartomeu Valentí Forteza, alias Moixina, el sacerdote Josep Tarongí Cortès o los intelectuales Miguel Forteza Piña y Gabriel Cortès Cortès. En cambio, la sociedad circundante, especialmente las instituciones civiles y religiosas, se armaron de un corpus doctrinal de resistencia a la igualdad, a partir de La fe triunfante, que se desarrolla en el siglo XVIII y ha perdurado hasta el XX.

#### ElsigloXVIII

##### La guerra de Sucesión (1706-1715)
Como en el resto de la sociedad isleña, entre ellos hubo austriacistas y borbónicos. Para una parte, la dinastía francesa era percibida como un elemento de modernización en materia religiosa y social, esperándose de ella una actitud muy distinta a la represión y discriminación que se habían sufrido a lo largo de la dinastía de los Austrias y especialmente con el último Carlos. Un pequeño núcleo de chuetas, comandado por Gaspar Pinya, importador y negociante de ropas y proveedor de la nobleza botifler, participó de manera muy activa en favor de la causa felipista. En 1711, descubierta una conspiración financiada por ellos, sufrieron prisión y embargo de sus bienes, aunque al finalizar el conflicto serían recompensados con el privilegio de llevar espada o con oficios públicos no remunerados, que no afectó al resto de la comunidad.

##### Los conflictos religiosos
Hasta los procesos inquisitoriales había sido habitual la existencia de religiosos del Segell, incluso algunos estaban emparentados con los judaizantes, pero a partir de los autos de fe se volvió más difícil acceder a los ministerios religiosos, que precisaban de autorización episcopal. La salida más sencilla pasaba por profesar órdenes monacales en el exterior, que no requerían licencia, aunque no podían residir en la isla, o bien acceder a órdenes menores a la espera de un obispo tolerante que les quisiera autorizar las mayores. Ambas estrategias provocaron graves conflictos.
Se documentan expulsiones por orden real de frailes chuetas, ordenados en Francia y Génova y retornados a la isla, en los años 1739, 1748 y 1763. Con respecto al sacerdocio, el Capítulo de la Catedral presionó reiteradamente a los obispos para impedir ordenaciones o licencias para permitirlas en otros obispados; se llegó a dar el caso de un beneficiado que esperó 30 años para obtener el grado sacerdotal.

##### Conflictos gremiales
Ya durante el siglo XVII se habían ido implantando los estatutos de limpieza de sangre en diferentes gremios, aunque hay indicios de que en buena parte tuvieron una aplicación laxa hasta los procesos inquisitoriales, a partir de los cuales se generalizan. Así, en 1689, los velluteros se separan en dos, los de la calle y el resto; e impiden el ingreso de los conversos: tintoreros (1691), panaderos (1695), cirujanos y barberos (1699), sastres (1701), esparteros (1702), carpinteros (1705), escribanos y procuradores (1705) y pintores y escultores (1706). Todavía en 1757, los cordeleros se dividen en dos como antes habían hecho los velluteros. Por todo ello, acabaron constreñidos en sus gremios tradicionales: velluteros, merceros, plateros, tenderos y buhoneros, que no tenían normas de exclusión, pero que al final eran casi exclusivos. Ello llevó a diferentes conflictos en relación con profesionales que ya ejercían con anterioridad a estas disposiciones, siendo el más conocido el caso de la saga de sastres Cortès, que pleitearon durante 30 años y tres generaciones con el fin de poder ejercer su profesión. La estancia en Madrid de Rafel Cortès, alias es sastre xueta (el sastre chueta), para defenderse en este pleito, fue el desencadenante de las gestiones que culminaron en las pragmáticas de Carlos III.

##### Reedición deLa Fe Triunfante1755

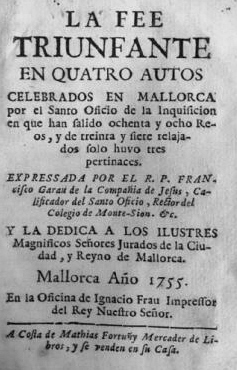
Portada de la segunda edición de La Fee triunfante…, 1755.

El citado sastre Rafel Cortès Fuster, Tomàs Forteza y Jeroni Cortès, alias Geperut, entre otros, intentaron evitar la reedición de La Fe Triunfante en 1755 mediante una protesta en la Audiencia de Mallorca, que acordó paralizar la distribución. Finalmente, la intervención del Inquisidor permitió retomar, a su cargo, la venta.

##### Diputados de la Calle (1773-1788)

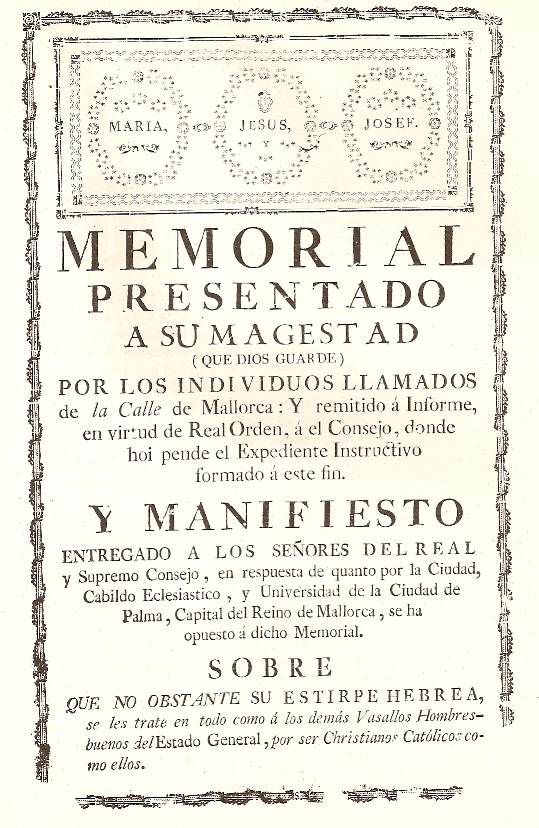
Alegación en defensa de los derechos de los chuetas ante la corte de Carlos III.

En 1773 designaron un grupo de seis diputados, conocidos popularmente con el nombre de perruques (pelucas) por la lujosa guarnición que llevaban en sus gestiones dirigidas ante el Rey Carlos III reclamando la plena igualdad social y jurídica con el resto de mallorquines. Desde la Corte se acordó realizar consultas a las instituciones mallorquinas, las cuales se opusieron de manera frontal y decidida a las pretensiones de los descendientes de los conversos. Todo llevó a un proceso largo y costoso, en el cual las partes pusieron sobre la mesa sus argumentos de manera apasionada. Los documentos elaborados dan fe de hasta qué punto la discriminación era un hecho con profundas raíces ideológicas y de la perseverancia en sus exigencias de igualdad.
En octubre de 1782, el fiscal de la Real Audiencia de Mallorca, a pesar de saber que el resultado de las deliberaciones había sido favorable a los chuetas, elevó un memorial, acompañado de argumentaciones de alto contenido racista, en el que se proponía la suspensión del acuerdo y el destierro de los chuetas a Menorca y a Cabrera, donde serían confinados con fuertes restricciones de su libertad.

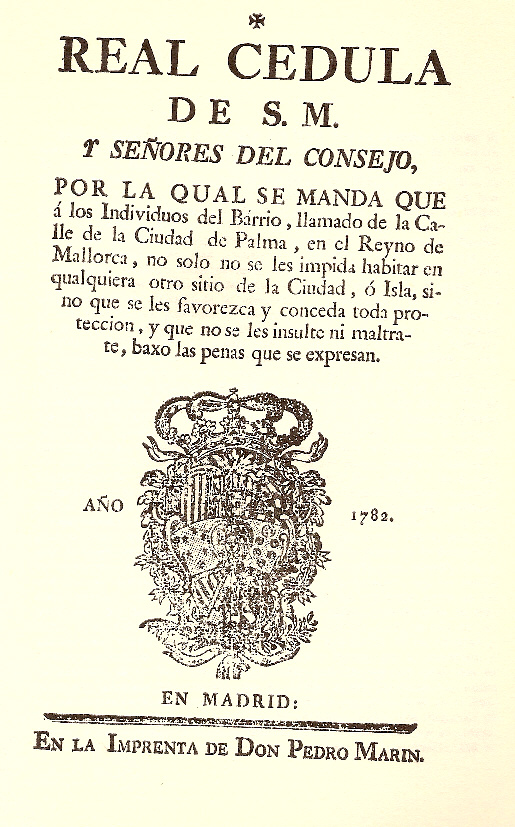
Primera de las tres reales cédulas dictadas por Carlos III (1782).

Al final el rey se inclinó tímidamente en favor de los chuetas y el 29 de noviembre de 1782 se firmó la Real Cédula que decretaba la libertad de movimientos y residencia, la eliminación de cualquier elemento arquitectónico distintivo del barrio del Segell, la prohibición de insultos, maltratos y el uso de expresiones denigrantes. También, pero de manera reservada, el monarca se mostraba favorable a concederles plena libertad profesional y participación en la marina y el ejército, pero ordenó que estas disposiciones no se hiciesen efectivas hasta que, pasado un tiempo, se calmaran los ánimos.
Apenas medio año después, los diputados volvieron a insistir solicitando acceso a cualquier ocupación, informando de que los insultos y la discriminación no habían cesado y protestando de la exhibición de los sambenitos en el claustro de Santo Domingo. El rey designó una junta para estudiar el problema, la cual propuso la retirada de los sambenitos, la prohibición de La Fe Triunfante, la dispersión en el conjunto de la ciudad, si fuera necesario a la fuerza, de los chuetas, la eliminación de cualquier mecanismo formal de ayuda mutua entre ellos, el acceso sin restricciones a todos los grados eclesiásticos, universitarios y militares, la abolición de los gremios y la supresión de los estatutos de limpieza de sangre y, si eso no fuera posible, limitarlos a cien años (estas dos últimas disposiciones proponen que sean aplicadas a todo el reino).
De nuevo se abrió un periodo de consultas y un nuevo proceso, que generó en octubre de 1785 una segunda Real Cédula. Esta no se aproximaba a la propuesta de la junta y se limitaba a declararlos aptos para el ejército y la función pública. Finalmente en 1788, una última disposición establece la plena igualdad en el ejercicio de cualquier oficio, pero sin ninguna referencia a grados universitarios ni eclesiásticos. También ese mismo año se hicieron gestiones desde la Corte y la Inquisición General para retirar los sambenitos del claustro, pero sin éxito.
El efecto más palpable de las Reales Cédulas fue probablemente la lenta desarticulación de la calle. Se consolidaron (ya había algunos) pequeños núcleos en la mayoría de los pueblos y algunos se establecieron tímidamente en otras calles y parroquias. Se mantuvieron las actitudes de discriminación social, la endogamia matrimonial y la práctica de los oficios tradicionales, pero sobre todo la segregación fue abierta y declarada en los ámbitos de los honores, la educación y de la religión, bastiones no tocados por la normativa carolina.

#### SigloXIX

##### Final del Antiguo Régimen (1808-1868)
Mallorca no fue ocupada durante la invasión napoleónica y, a diferencia de Cádiz, de predominio liberal, se establecieron principalmente los refugiados de ideología más intransigente y favorable al Antiguo Régimen. Es en este contexto que en 1808 se acusa a un grupo de 300 soldados, movilizados para ir al frente, de ser los causantes y asaltan el Segell. En 1812, la Constitución de Cádiz, vigente hasta 1814, suprime la Inquisición y establece la plena, y tan anhelada, igualdad civil, cosa que hizo que los chuetas más activos se adhirieran a la causa liberal. En 1820, nuevamente instaurada la Constitución, un grupo de chuetas asaltó la sede de la Inquisición y el Convento de Santo Domingo y quemó los archivos y los sambenitos. Al abolirse de nuevo, en 1823 se vuelve asaltar el barrio y saquear los comercios. Estos episodios serían frecuentes en la época, también en los pueblos, donde se documentan disturbios en Felanich, Lluchmayor, Pollensa, Sóller, Campos, etc. En el ámbito religioso fue significativo un hecho sucedido en 1810: el sacerdote Josep Aguiló, alias capellà Mosca, después de infructuosos intentos, consiguió predicar en la iglesia de San Felipe Neri; el episodio finalizó, días después, con el asalto a la iglesia y con el púlpito purificado en una hoguera.

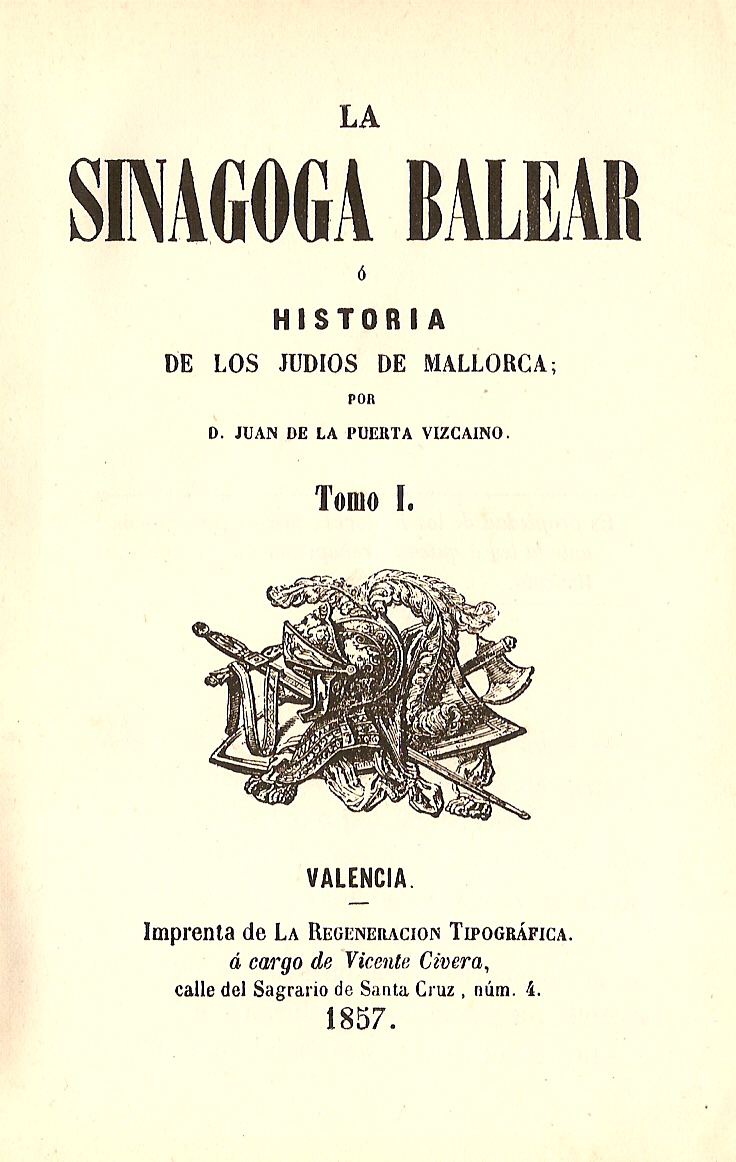
Portada interior de La sinagoga balear.

Coincidiendo con los periodos progresistas, crearon sociedades recreativas y de socorros mutuos y entraron en las instituciones de la mano de los partidos liberales. El primero, en el año 1836, fue Onofre Cortès, que fue designado concejal del Ayuntamiento de Palma. Por primera vez desde el siglo XVI un chueta ocupaba cargos institucionales de un nivel equiparable. A partir de ese momento será habitual su presencia en el consistorio y la Diputación Provincial. Entre 1850 y 1854 se desarrolló un largo procedimiento penal por injurias, conocido con el nombre de Pleito de Cartagena, a causa de que dos jóvenes chuetas acomodados fueron expulsados del baile de carnaval del Casino Balear por su origen, y que finalizó con la condena penal del presidente de la sociedad. En 1857 se publicó La sinagoga balear o historia de los judíos de Mallorca, firmada por Juan de la Puerta Vizcaíno, que en buena parte reproduce La fe triunfante y que un año más tarde sería replicada con la obra Un milagro y una mentira. Vindicación de los mallorquines cristianos de estirpe hebrea, de Tomàs Bertran i Soler.

##### Final de siglo (1869-1900)
Aunque la dualidad ideológica en el interior de esta comunidad se rastrea desde antes de los procesos inquisitoriales, es en este contexto de alternancias virulentas cuando se pone de manifiesto que un grupo, seguramente minoritario pero influyente, era declaradamente liberal (más tarde republicano) y moderadamente anticlerical, manifestándose beligerante en la lucha por la liquidación de cualquier rastro de discriminación; y otro, quizás mayoritario pero casi imperceptible en el rastro histórico, era ideológicamente conservador, fervorosamente religioso y se mostraba partidario de pasar desapercibido. En el fondo, ambas estrategias pretendían lo mismo: la desaparición del problema chueta, unos evidenciando la injusticia y los otros mimetizándose en la sociedad circundante.

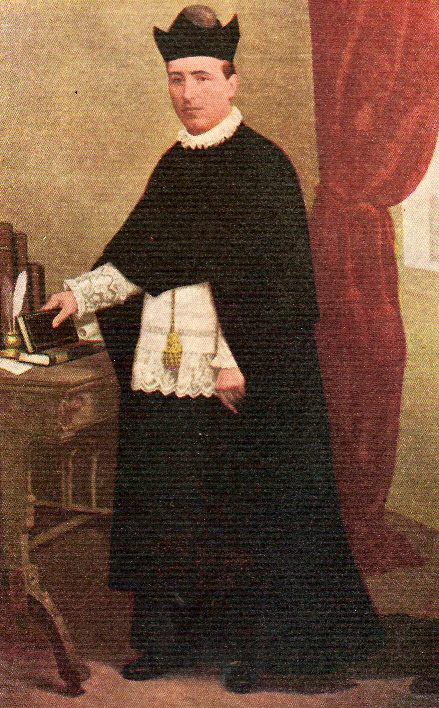
Retrato de Josep Tarongí Cortès (1847-1890).

En cuanto pudieron, algunas familias acomodadas dieron a sus hijos una elevada formación intelectual y jugaron un importante papel en los movimientos artísticos de la época. En particular hay que destacar el papel primordial que tuvieron en la Renaixença catalana, en la defensa de la lengua y en la recuperación de los Juegos Florales. El precedente fue Tomàs Aguiló i Cortès, al principio del siglo XIX, y los continuadores más destacados, entre otros Tomàs Aguiló i Forteza, Marian Aguiló i Fuster, Tomàs Forteza i Cortès, Ramón Picó i Campamar, etc. Es de destacar la figura de Josep Tarongí Cortès, sacerdote y escritor, que cursó estudios religiosos con dificultades y que se tuvo que ordenar, licenciar y obtener una canonjía fuera de Mallorca a causa de su origen. Protagonizó la mayor polémica sobre la cuestión chueta del siglo XIX, al serle prohibido predicar en la iglesia de Sant Miquel en 1876, hecho por el cual inició un debate con el también eclesiástico Miquel Maura, hermano del político Antonio Maura, en el que participaron muchos otros autores y que tuvo una gran trascendencia dentro y fuera de la isla.

#### SigloXX

##### Hasta la II Guerra Mundial (1900-1945)
Durante el primer tercio del siglo XX se produjeron cambios significativos en Mallorca que comenzaron a romper la inercia social de los últimos siglos: Palma inició su expansión fuera de las murallas y con ellas atrajo a nuevos residentes (españoles o extranjeros), para los cuales la condición de chueta no significaba nada. La economía evolucionó también hacia modelos menos tradicionales, empezándose a alterar la adscripción profesional por razón de nacimiento. En este contexto, entre enero y octubre de 1923, el urbanista y político chueta Guillermo Forteza Piña fue alcalde de Palma. Entre 1927-30, durante la dictadura de Primo de Rivera, lo serían asimismo Joan Aguiló Valentí, alias Cera y Rafel Ignasi Cortès Aguiló, alias Bet. El breve periodo de la Segunda República tuvo igualmente importancia debido al laicismo oficial y al hecho de que buena parte de los chuetas simpatizaran con el nuevo modelo de Estado, de la misma manera que lo habían hecho anteriormente con las ideas ilustradas y liberales. Durante la época republicana ofició, por primera vez, un sacerdote chueta el sermón en la Catedral mallorquina, hecho que tuvo gran importancia simbólica.
Finalizado el periodo republicano, muchos fueron víctimas de la represión franquista, pero otros muchos dieron apoyo a la rebelión militar; aunque parece que al principio de la Guerra Civil y más tarde hacia los años 40, a instancia de la Falange y del gobierno de la Alemania nazi, se hicieron listas y encuestas para un eventual control de los chuetas, a los cuales se les consideraba vinculados a los judíos europeos. Se atribuye al Obispo Miralles la encomienda de un informe que incrementó en gran manera el número de afectados hasta una cantidad inasumible, con el fin de evitar las actuaciones.

##### Desde la posguerra europea hasta hoy (1945-?)
El prejuicio antichueta empezó a desaparecer irreversiblemente con la implantación de un modelo económico basado en la explotación industrial del turismo a partir de los años 50, causante de grandes cambios demográficos y del crecimiento urbano que ha alterado definitivamente la estructura social tradicional y el modelo de implantación grupal en el territorio, cosa que ha hecho evolucionar el grupo de "comunidad estructurada" a "categoría social consciente" de sus orígenes, que se manifiesta con múltiples aspectos, el más significativo de los cuales es la progresiva desaparición de los matrimonios endogámicos: en Palma de un 85% en 1900 a un 20% en 1965, y en la actualidad prácticamente inexistentes.
Pero aun en el año 1966, la publicación del ensayo histórico Els descendents dels jueus conversos de Mallorca. Quatre paraules de la veritat (Los descendientes de los judíos conversos de Mallorca. Cuatro palabras de la verdad), de Miguel Forteza Piña, hermano del alcalde Guillermo, provocó la última gran polémica popular sobre la cuestión chueta. En él se difundieron los hallazgos de Baruch Braunstein en el Archivo Histórico Nacional de Madrid, publicados en los Estados Unidos en el año 1936, que demostraban que en Mallorca las condenas a judaizantes habían afectado más de 200 apellidos mallorquines. En este momento se puede situar simbólicamente el arrinconamiento al ámbito privado de las actitudes discriminatorias, desapareciendo prácticamente sus expresiones públicas. También la publicación de Forteza dio inicio a una exitosa línea editorial en la propia isla, continuada actualmente, que ha generado docenas de libros que tratan el tema desde distintas perspectivas y que ha convertido la cuestión chueta en uno de los temas más estudiados por la historiografía mallorquina.
La libertad de culto privado establecida por las leyes del final del franquismo posibilitó un cierto contacto con el judaísmo y propició en los años 60 ciertos movimientos de aproximación, que no se han concretado más allá del caso de Nicolau Aguiló, que en 1977 emigró a Israel y volvió al judaísmo con el nombre de Nissan ben Avraham, obteniendo posteriormente el título de rabino. En todo caso, el judaísmo y los chuetas han tenido una relación de cierta ambivalencia por el hecho de tratarse de judíos de tradición cristiana, algo no contemplado por las autoridades políticas y religiosas de Israel, que parecen dar importancia al hecho de ser de tradición cristiana, mientras que para los chuetas interesados en alguna forma de aproximación, su existencia diferenciada sólo se explica por el hecho de ser judíos. Quizás esta dualidad explica la existencia de un culto sincrético judeocristiano denominado cristianismo chueta, por otra parte muy minoritario, predicado por Cayetano Martí Valls.
Un hecho importante, con el advenimiento de la democracia, fue la elección en 1979 de Ramón Aguiló, alcalde socialista de Palma hasta 1991. Su elección por votación popular se puede considerar la principal evidencia del declive de la discriminación, ratificada por algún otro caso como el de Francesc Aguiló i Pons, alcalde nacionalista de izquierdas de Campanet desde 1987 hasta 2007.
Todo ello, sin embargo, no implica la eliminación completa de conductas de rechazo, como indica una encuesta realizada entre los mallorquines por la Universidad de las Islas Baleares en 2001, en la que un 30% afirmó que no se casaría nunca con un/una chueta y un 5% declaró que no desea ni tener amigos chuetas, cifras que, a pesar de ser elevadas, quedan matizadas por la mayor edad de los que se posicionan en favor de la discriminación.
En los últimos años se ha creado la asociación ARCA-Llegat Jueu, el grupo de investigación Memòria del Carrer, el Instituto Rafel Valls, de carácter religioso, la revista Segell y la ciudad de Palma se ha integrado en la Red de Juderías. Todo ello implica empezar a pasar de una actitud de ocultación, a la expresión de una realidad plural que se manifiesta con naturalidad.
La discriminación de los chuetas fue reconocida formalmente en septiembre de 2023 por el Parlamento de las Islas Baleares. La Federación de Comunidades Judías de España celebró el reconocimiento unánime del parlamento regional de la discriminación y marginación que sufren los descendientes de los judíos de la isla. La medida sigue a la decisión del gobierno español en 2015 de ofrecer la ciudadanía a los descendientes de judíos expulsados en 1492 para compensar los vergonzosos acontecimientos del pasado del país. En octubre de 2021 se habían aprobado 36.182 solicitudes.

## Cuestión en la creación literaria
Desde principios del siglo XIX han estado muy presentes en la creación literaria en las Islas Baleares, pero la cuestión chueta por sí misma también ha sido tema literario más allá de los límites insulares. Probablemente donde más se ha tratado ha sido en la poesía popular, y con un tono especialmente agrio, pero no existe una recopilación sistemática de la parte que se ha conservado, aunque en la bibliografía especializada se encuentran muestras dispersas. También existe una abundante obra publicada en que el tema chueta tiene un importante protagonismo, alguna de ellas con alto valor literario, como Muerte de una dama o En el último azul.

### Relación de obras literarias
Se han incluido también las referidas al judaísmo mallorquín:

#### Verso
- Autos de fe celebrats per la Inquisició de Mallorca en els darrers anys del segle XVII, OLIVER GASÀ, Bartomeu, ca. 1691.
- L'adeu del Jueu, PICÓ i CAMPAMAR, Ramon, 1867.
- La filla de l'argenter, PICÓ i CAMPAMAR, Ramon, 1872.
- A S. M. el Rey, TARONGÍ CORTÈS, Josep, 1877.
- Der Chueta, LEVIN, D., 1884
- Lo fogó dels juheus, PONS i GALLARZA, Josep Lluís, 1892.
- El xueta (canción), D'EFAK, Guillem, 196?.
- Càbales del Call (poemario), FIOL, Bartomeu, 2005.

#### Novela y narración
- Jorge Aguiló o Misterios de Palma, INFANTE, Eduardo, 1866.
- Los muertos mandan, BLASCO IBÁÑEZ, Vicente, 1909.
- La mayorquine, GAUBERT, Ernest, 1914.
- Por el amor al dolor. Una chuetada, MONASTERIO, Antonia de, 1924.
- Mort de dama, VILLALONGA PONS, Llorenç, 1931.
- La custodia AGUILÓ AGUILÓ, Marià, 1956.
- Els emparedats, MOYÀ i GILABERT DE LA PORTELLA, Llorenç, 1958.
- Primera memoria, MATUTE, Ana Maria, 1960.
- El chueta, FERRA i MARTORELL, Miquel, 1984.
- Contes del Call, FERRA i MARTORELL, Miquel, 1984.
- Carrer de l'Argenteria, 36, SERRA i BAUÇA, Antoni, 1988.
- La por, ben AVRAHAM, Nissan, 1992.
- Dins el darrer blau, RIERA, Carme, 1994.
- La casa del pare, SEGURA AGUILÓ, Miquel, 1995.
- L’atlas furtiu, BOSCH, Alfred, 1998.
- Cap al cel obert, RIERA, Carmé, 2000.
- Josep J. Xueta, POMAR, Jaume, 2001.
- El darrer chueta de Mallorca, AGUILÓ, Tano, 2002.
- Le maître des boussoles, REY, Pascale, 2004.
- La aguja de luz, TURRENT, Isabel, 2006.
- Els crepuscles més pàl·lids, LÓPEZ CRESPÍ, Miquel, 2009.

#### Teatro
- Entremès d'un fadrí gran pissaverde, anónimo, siglo XVIII
- La cua del chueta, UBACH i VINYETA, Francesc d'Assis, 1881.
- Dilluns de festa major, MAYOL MORAGUES, Martí, 1955.
- El fogó dels jueus, MOYÀ i GILABERT DE LA PORTELLA, Llorenç, 1962.
- Els comparses, CORTÈS CORTÈS, Gabriel, 1963.
- A l'ombra de la Seu, VILLALONGA PONS, Llorenç, 1966.

#### Libros de viajes y memorias
- Voyage dans les lles Baleares et Pithiuses, GRASSET DE SAINT-SAEVEUR, André, 1800-05.
- Notas y observaciones hechas en mi viaje y permanencia en Mallorca, DE CABANYES Y BALLESTER, José Antonio, 1837.
- Un hiver a Majorque, SAND, George, 1839.
- Viaje a la isla de Mallorca en el estio de 1845, CORTADA, Juan, 1845.
- L'illa de la calma, RUSIÑOL, Santiago, 1919.
- Del meu temps, FORTEZA PIÑA, Miguel, 1926-1962.
- Babels i Babilònics, FUSTER i ORTELLS, Joan.
- Diari 1957-58, FUSTER i ORTELLS, Joan
- A dead branch on the tree of Israel, GRAVES, Robert, 1957.
- Memòria chueta, SEGURA AGUILÓ, Miquel. 1994.
- La nissaga d'un chueta, CORTÈS, Llorenç. 1995.
- Històries del Carrer, FORTEZA, Conxa. 2006.
- Raíces chuetas, alas judías. SEGURA AGUILÓ, Miquel. 2007.
- El mito triunfante. Estudio antropológico-social de los Chuetas mallorquines. Eva y Juan e Laub. 1987.

## Películas y documentales
En 2019 se estrenó en la televisión autonómica IB3 un documental titulado Chuetas, historia de una infamia en catalán.
En 2022 se presenta en Israel un documental titulado Xueta island, donde se analiza el pasado y el presente.